# Xuaibe ibne Omar
Abu Amer Xuaibe ibne Omar ibne Issa (Abu ʿAmr Shuʿayb ibn ʿUmar ibn ʿIsā - lit. "Abu Amer Xuaibe, filho de Omar, filho de Issa"), também designado como Sete (em grego: Σαήτ; romaniz.: Saét) ou Saipes (em grego: Σαΐπης) pelas fontes bizantinas, foi o segundo emir de Creta, governando de c. 855 – ca. 880.

## Vida
Os relatos sobreviventes da história interna e dos governantes do Emirado de Creta estão muito fragmentados. Xuaibe foi o filho do conquistador de Creta e fundador do emirado, Abu Hafes Omar. Após os estudos de George C. Miles com ajuda de evidência numismática, seu reinado é tentativamente colocado de ca. 855 até ca. 880, embora um dinar de ouro emitido em seu nome é datado tão tarde quanto 894/895. Xuaibe é também comumente identificado com o "Sete" ou "Saipes" dos cronistas bizantinos Teófanes Continuado, João Escilitzes e Genésio.
Os cronistas bizantinos relatam que em ca. 872/873, ele enviou o renegado Fócio para invadir o Império Bizantino, levando a duas pesadas derrotas para os cretenses em Cárdia e no golfo de Corinto nas mãos do almirante bizantino Nicetas Orifa. Estas vitórias bizantinas aparentemente levaram a uma trégua temporária, e parece que Xuaibe foi obrigado a pagar tributo para o Império Bizantino por aproximadamente uma década. Dois dos filhos de Xuaibe, Omar e Maomé, sucederam-o.